# Vavray-le-Petit
Vavray-le-Petit é uma comuna francesa na região administrativa do Grande Leste, no departamento de Marne. Estende-se por uma área de 5.39 km², e possui 65 habitantes, segundo o censo de 2018, com uma densidade de 12 hab/km².